# Parc Nacional d'Arusha
|  | Per a altres significats, vegeu «Arusha (desambiguació)». |

El Parc Nacional d'Arusha cobreix la muntanya Meru, un volcà prominent amb una alçada de 4566 m, a la regió d'Arusha del nord-est de Tanzània. El parc és petit però variat amb paisatges espectaculars en tres àrees diferents. A l'oest, el cràter del Meru canalitza el riu Jekukumia; el cim de la muntanya Meru es troba en el seu llanda. Al sud-est del cràter del Ngurdoto són pastures. El llac Momella és poc profund i alcalí, al nord-est té diferents colors d'algues i són coneguts pels seves camallargues.